# Quartetto per archi n. 2 (Bartók)
Il Quartetto n. 2 di Béla Bartók, composto tra il 1915 e il 1917, è il secondo dei 6 quartetti per archi scritti dal compositore ungherese nell'arco di un periodo di 30 anni. Opera fondamentale nella evoluzione del linguaggio bartokiano, fu eseguito per la prima volta a Budapest il 3 marzo 1918 dal Quartetto Ungherese formato dagli strumentisti Waldbauer, Temersvary, Kornsteiii, Kerpély.